# Церковь Святой Екатерины (Любек)
Церковь Святой Екатерины в Любеке (Катариненкирхе, нем. Katharinenkirche или нем. St. Katharinen zu Lübeck) — протестантская церковь в центре города Любек (Шлезвиг-Гольштейн), на улице Кёнигштрассе; бывшая монастырская церковь францисканского монастыря — единственная сохранившаяся монастырская церковь города; названа в честь Екатерины Александрийской. Монастырь Святой Екатерины существовал с 1225 года до Реформации: был закрыт в 1531 году. В начале XIV века, вероятно около 1303 года, восточная часть здания с хором и трансептом была перестроена в стиле кирпичной готики. Сегодня храм является частью музейного комплекса — вместе с гимназией Катаринеум и городской библиотекой.

## История и описание
При жизни Франциска Ассизского, в 1225 году, орден францисканцев получил в Любеке участок земли для строительства монастыря и церкви — на углу Кёнигштрассе и Глокенгисерштрассе. О монастырской церкви, возведённой в тот период, сохранились скудные сведения. В начале XIV века, вероятно около 1303 года (по дендрохронологической датировке крыши), восточная часть здания храма — включая хор и трансепт — была впервые перестроена в стиле кирпичной готики. Из-за конфликта монахов и горожан с местным епископом Буркхардом фон Зеркемом на монастырь был наложен запрет, прервавший строительные работы около 1310 года: работы возобновились в 1319 году, после примирения монастыря с новым епископом Генрихом II Бохгольтом. В тот период бургомистр Сегебодо Кришпин внес в значительный финансовый вклад в строительство, получив семейную часовню. В 1335 году был достроен неф; строительство было завершено в 1356 году.
Во время Реформации, по указу Иоганна Бугенхагена от 1531 года, монастырь был преобразован в школу Katharineum zu Lübeck. В начале XVII века городская библиотека получила дополнительные помещения в стенах бывшего монастыря. Бывшая ризница в 1829 году также была передана городской библиотеке. В тот период церковь использовалась как филиальных храм Мариенкирхе: она использовалась для школьных служб, а также — для захоронений вплоть до XIX века. Во время нахождения французской армии в Любеке, в 1806—1813 годах, церковь использовалась как конюшня и госпиталь.
С 1841 года первая городская коллекция средневековых скульптур была создана в стенах храма. Коллекция «Lübeckischer Kunstaltertümer» была открыта для посещения в 1848 году — она легла в основу отдела сакрального искусства Средневековья в Музее Святой Анны, созданного в 1915 году. В начале XX века в помещениях неоднократно проходили выставки живописи и скульптуры.
После того, как во время бомбардировки Любека 1942 года сгорело множество городских церквей, помещения вновь были временно использованы для проведения регулярных церковных служб. Русская православная община получила придел в нижнем хоре и продолжает использовать его и в XXI веке, как храм блаженного Прокопия. Греческая православная община также проводила свои службы в нижнем хоре. В церкви проходят школьные праздники и концерты учащихся Катаринеума. С осени 2011 года по весну 2015 года церковь была капитально отремонтирована.